# Sent
Sent (en alemán Sins) es una localidad y antigua comuna suiza del cantón de los Grisones, ubicada en el distrito de Inn, círculo de Sur Tasna, en el valle de la Engadina. Limita al norte con las comunas de Ramosch e Ischg (AT-7), al este con Ramosch, al sureste con Curon Venosta (IT-BZ), al sur con Malles Venosta (IT-BZ), y al oeste con Scuol y Ftan. Desde el 1 de enero de 2015 forma parte de la comuna de Scuol, tras su fusión con las comunas de Ardez, Ftan, Guarda y Tarasp.